# 穴見陽一
穴見 陽一（あなみ よういち、1969年〈昭和44年〉7月24日 - ）は、日本の政治家、実業家。自由民主党所属の前衆議院議員（3期）、株式会社ジョイフル第2代・第5代代表取締役社長。ジョイフル創業者の穴見保雄の長男。
同社顧問（元社長）でアメイズ副社長の児玉幸子は叔母、現社長の穴見くるみは妻、アメイズ現社長の穴見賢一は実弟である。

## 来歴
大分県佐伯市出身（現在は大分市中島西に在住）。大分市立碩田中学校、大分県立大分上野丘高等学校卒業。一浪後法政大学経済学部に進んだが中退。
1994年に父が経営するジョイフルに入社。1997年に地域子会社の中国ジョイフル（岡山県倉敷市）の社長に就任（ジョイフル本社はこの時点で一旦退職）。
2002年11月、中国ジョイフル社長兼務のままジョイフル副社長に就任。ドリンクバーや新メニュー導入を全社的に実施、業績の回復に貢献した。
2002年11月に中国ジョイフルはジョイフル本社に合併され、2003年3月に父の後を継いでジョイフル社長に就任。この時に加古川市安田地区のマックスバリュ敷地内にジョイフルを出店している。

### 衆議院議員選挙へ出馬
2007年に自由民主党の衆議院大分1区の候補者公募に応募。当初選ばれた候補者が辞退したため、最初の選考委員会の決選投票で次点だった穴見が繰り上げで選ばれた。FACTAは、穴見が幸福の科学信者であり、候補者として選ばれた背景には、幸福の科学の豊富な資金力と教団の選挙支援への期待があった、と報じている。選挙活動中は社長を退任することを表明し、同年12月13日に2008年1月1日付で代表権のある会長に就任することとなった。2009年3月26日をもって会長を退任。
2009年8月30日の第45回衆議院議員総選挙に自民党公認として大分1区より立候補。公明党の推薦も受けたが、民主党の吉良州司に約6万票という大差を付けられ落選し、比例復活も叶わなかった。なお、この選挙では幸福実現党が同じ大分1区に高畑タヨ子を擁立したが得票が3000票に満たず供託金没収となっている。
落選後はジョイフルの顧問に就任している。なお、陽一はジョイフルの第4位の大株主（2.99％）で、穴見個人の資産管理会社であるアナミアセット有限会社名義（4.57％。この数字は第2位）と合わせると8％弱の株式を保有している。2011年3月24日のジョイフルの定時株主総会で取締役に復帰し、直後の取締役会で代表取締役社長に復帰した。
2012年3月23日の定時株主総会直後の取締役会で社長を妻のくるみに譲り、自らは相談役となったが、代表権は陽一のみが引き続き持っていた。
2012年12月16日の第46回衆議院議員総選挙に自民党公認・公明党推薦で大分1区から立候補し、吉良を破って初当選した。
2014年12月の第47回衆議院議員総選挙において、大分1区から立候補し、小選挙区では敗れたものの、重複立候補していた比例九州ブロックで比例復活により再選。
2017年10月22日の第48回衆議院議員総選挙では、再び小選挙区の議席を奪還し3選を果たした。
2019年5月10日、次期衆院選には立候補せず政界から引退する意向を示した。

## 政策
- 憲法改正と集団的自衛権の行使容認に賛成[18]。
- アベノミクスを評価する[18]。
- 原子力発電は日本に必要だ[18]。
- ヘイトスピーチを法律で規制することに賛成[18]。
- 特定秘密保護法は日本に必要だ[18]。
- 選択的夫婦別姓制度導入に反対[19][20]。
- 女性宮家に反対[21]。
- 受動喫煙防止を目的に飲食店などの建物内を原則禁煙とする健康増進法改正に反対。
  - 2017年1月12日に日本フードサービス協会など5団体が出席して行われた受動喫煙防止強化に対する緊急集会において、「経営者にとって生死に関わる問題」「現実に寄り添った形で受動喫煙防止に取り組むべき」と述べている[22]。
  - 受動喫煙対策について意見を述べる肺がん患者の参考人に対して野次を飛ばしたことで問題に発展した（後述）。

## 不祥事・人物

### 「異物混入は珍しくない」発言
2015年1月7日、当時多く報道されていたファーストフード店などの外食・市販食品への異物混入をめぐり、Facebookに「異物混入自体はけっして珍しくない」と投稿した。ファミリーレストラン運営会社の代表者である穴見のこの投稿に対し、「異物混入はあってはならないことで、どこにでもあるという考えは甘いのでは」といった批判もあった。穴見は大分市内での取材に対し「表現に行き過ぎた点はあるかもしれないが、今回の事態への違和感に一定の考えを示した」と説明した。

### 「いい加減にしろ」発言
2018年6月15日、受動喫煙対策についての意見を述べている参考人に対し、穴見が｢いい加減にしろ｣と野次を飛ばしたことで問題となった。

#### 発言の背景
- 2018年6月15日の衆院厚生労働委員会において、日本肺がん患者連絡会の理事長であり、自身もステージ4の肺がん患者でもある男性が、参考人として受動喫煙対策についての意見を述べていた。穴見は当初、「いい加減にしろよ」「そんなキレイ事ばかり言うならたばこを禁止にしろ」とブツブツ呟いていたが、その声が徐々に大きくなり、最後には「いい加減にしろ」と大声で野次を飛ばした[28]。委員会後、穴見は周囲に「理事長の言ったことに腹を立てていた。俺は確信犯的に『いいかげんにしろ』と2回言った。本人の目を見て言った」と話していた[29]。同じく参考人として出席していた東北大学の統括産業医の男性も、どの議員かはわからないとしながらも野次を飛ばされたことを告白しており、「意見を聞くために招いた参考人にヤジるというのはどう考えても普通ではありません」と述べている[30]。

#### 報道前後の対応
- BuzzFeed Japanは2018年6月16日に発言の意図などを聞く質問状を送ったが、20日までに回答はなく、穴見の秘書は「回答するかどうかもわからない」と話していたため、21日に穴見の野次についての報道を行った[31]。穴見は報道後まもなく、自身のホームページとFacebookに「お詫び」と題した文章を掲載したが[32][33]、 発言の意図については、「喫煙者を必要以上に差別すべきではないという想いで呟いたものです」として、真に悪いのは参考人であり参考人が愛煙家を差別する差別主義者であると指弾している[34]。
- その後、高鳥修一から厳重注意を受けたことから、厚生労働委員会に出席した5人の参考人に対し詫び状を送付した。詫び状の内容はホームページなどで公表された「お詫び」が元になっており、「不快な思いを与えたとすれば」として仮定形にしていた箇所を「不快な思いを与えてしまいました」と修正したり、「喫煙者を必要以上に差別すべきではないという想いで呟いたものです」として参考人が喫煙者を差別したかのような表現を削除したりと、批判を浴びた箇所を修正した内容となっている[35]。
- 前述の詫び状とは別に、野次を受けた参考人に対し個別に詫び状を送付した。詫び状には「勘違いをしていた私の不徳に気が付き、汗顔の至りであります」として参考人の発言内容を理解しないまま野次を飛ばした旨が書かれていた。詫び状を受け取った参考人は、「やはりご本人の口から直接、この問題に関心をもっている皆さんにご説明いただくのが望ましいのではないか」と述べている[36]。

#### 議員の反応
- 厚生労働委員会の委員長である高鳥修一は、穴見を口頭で厳重注意し、参考人全員に謝罪文を送る考えを示した[37]。
- 元厚生労働大臣である田村憲久は、「そもそもやじなのか。委員長は静粛に、と求めておらず、審議の妨害になっていない」と発言し、穴見を擁護した[38]。
- 立憲民主党の西村智奈美は、「国会からお願いをして来ていただいた参考人に、圧力とも受け取られるような発言をしたことは、大変大きな問題」「参考人に対する直接的なおわびが必要」と述べた[39]。
- 石田昌宏と三原じゅん子は、野次を受けた参考人が2018年7月10日に参院厚生労働委員会に出席した際、穴見に代わり参考人に謝罪した[40]。

#### 関連団体の反応
- 穴見が理事を務める公益法人大分がん研究振興財団の事務局長は、「一般常識からしておかしい発言で、びっくりしている。我々の活動は多くの方々の理解と寄付で成り立っており、発言で財団のイメージが悪くなってしまわないか」と懸念を示した[41]。また、同財団の理事長は「参考人の方がいろんなことを考えながら発言されていたのに対し、全くそぐわない発言だった。謝罪談話の（喫煙者への）『差別』という言葉もピンとこない」と苦言を呈した[42]。
- 全国がん患者団体連合会の理事長は、「参考人は肺がん患者の立場から受動喫煙を全てなくしてほしいという思いを抱えながら、それでもむしろ喫煙者の思いに理解を示していたはずです。それにも関わらず、喫煙者を必要以上に差別していると誤解されるとは、彼の思いと異なるでしょう。コルセットを外し、体を賭けて受動喫煙対策への思いを訴えた患者の思いに耳を傾け、真摯に議論していただきたい」と抗議した[34]。

#### 発言の影響
- 穴見が共同代表を務めるジョイフルに苦情が殺到したため、広報室は「国会議員としてのもので、会社としての見解ではありません」と釈明した[43]。また、ジョイフルの株価が2018年6月を境に下降を続けていることから、この野次によって企業イメージが大きく損なわれたものと考えられている[44]。
- 穴見は公益法人大分がん研究振興財団の理事を2007年の発足当初から務めていたが、2018年6月22日に問題の責任を取る形で理事を辞任した[45]。
- 2018年6月26日に都内ホテルで予定されていた政治資金パーティー「穴見陽一君を励ます会」の開催が延期された[46]。

### まん防下で外食産業会長ら4人と会食
2021年7月14日、「週刊文春」電子版は、穴見が「まん延防止等重点措置」下の7月8日に品川区の和食店で3時間にわたり、外食産業会長ら4人と酒を伴う会食を行っていたと報じた。同席した4人のうち名前が判明しているのは、モスフードサービス会長の櫻田厚、ロイヤルホールディングス会長の菊地唯夫、SRSホールディングス会長の重里欣孝の3人。穴見らの行動は、飲食店等で飲酒する場合は「同一グループ2人以内」「利用者の滞在時間は90分以内」とするという「まん防」の規定に違反したことが指摘されている。
穴見ら4人が理事を務める「日本フードサービス協会」はコロナ禍で苦しむ業界の利益代表として活発に活動し、当初は個人経営や中小規模の飲食店にしか認められていなかった時短営業の「協力金」を、大企業にも認めるように働きかけ奏効。4人が経営する会社がこれまでに受け取った新型コロナ関連の協力金や助成金の合計は、決算資料に記載があるだけでも約59億円に及んだ。協力金の申請は、酒類提供の際の条件や、感染拡大防止のガイドラインの遵守が前提だが、企業のトップ自身には遵法精神がないことが明らかとなった。穴見は取材に対し、ルールをよくわかっていなかったと釈明した。
事件の発覚を受け、翌7月15日に二階俊博幹事長（当時）が党役職停止の処分を決定した。

### 統一教会との関係
- 2017年7月8日、世界平和統一家庭連合（旧統一教会）の関連団体が主催する「ピースロード2017 in 大分」で2世信者を激励[50]。
- 2017年7月12日から17日にかけて、統一教会系の日刊紙「ワシントン・タイムズ」からの誘いを受け、穴見、武田良太、竹本直一、山本朋広、鈴木克昌、御法川信英ら国会議員団と元衆議院議員の大野功統、元自衛艦隊司令官の香田洋二は、教団幹部とともに渡米、外遊を行った[51][52][53]。統一教会系団体が開いたワシントンでの日米韓の国会議員会議で、一同は、日本の統一教会会長の徳野英治、国際勝共連合会長・世界平和連合会長の太田洪量、UPFジャパン新会長の梶栗正義ら教団幹部5人とともに記念撮影をした[54]。会議に参加した関係者は、旅費や宿泊費は支払っていないと証言している。ワシントンでの会議後、一同はニューヨークに向かい、韓鶴子総裁主賓の超宗教フェスティバル「真の父母様マジソンスクエアガーデン大会」に参加した[51][55][56]。
- 2018年8月2日から5日にかけて、統一教会の関連団体の天宙平和連合（UPF）主催の「中南米サミット2018」がブラジルのサンパウロで開催[57]。韓鶴子総裁も参加した同イベントに、穴見、原田義昭、江島潔、田畑毅ら4人の国会議員が出席した[58]。
- 2021年6月11日、天宙平和連合が創設した世界平和国会議員連合の日本の議員連盟「日本・世界平和議員連合懇談会」の総会が衆議院第一議員会館で開催された[59]。同議連は前年に設立された団体で、穴見は幹事に就任し、原田義昭が会長に就任した[60][61]。教団は同年10月の衆院選に立候補した議連参加者を支援し、電話かけなどを熱心に行った[59]。
- 2022年6月13日、「日本・世界平和議員連合懇談会」の総会が開催。穴見は前年に続いて幹事に選出された。総会では顧問である国際勝共連合会長の梶栗正義が講演をし、統一教会の関連団体「平和政策研究所（IPP）」が発行する「政策情報レポート」が配られた。総会資料のアンケート用紙には、梶栗が会長を務める統一教会の友好団体「世界平和連合」[62]に関する記述があり、「次期参議院選挙の地方区で、世界平和連合の応援を希望する議員がおられればお書き下さい」と書かれてあった[63]。

### その他
- ヘビースモーカーであり[64]、超党派の愛煙家国会議員からなる議員連盟もくもく会に所属している[65]。
- 妻のくるみは、ジョイフル社長としての陽一を「リーダーシップを発揮して、トップダウンが強い社風」[66]と評し、コロナ禍を通してボトムアップ型の改組を進めた自らと対比させている。

## 主な所属団体・議員連盟
- 自民党たばこ議員連盟[67]
- もくもく会[65]
- 日本ウイグル国会議員連盟
- ボーイスカウト振興国会議員連盟
- 日本会議国会議員懇談会[68]
- 神道政治連盟国会議員懇談会[68]
- みんなで靖国神社に参拝する国会議員の会[68]
- 清和政策研究会
- TPP交渉における国益を守り抜く会
- 公益財団法人大分がん研究振興財団（理事）
- 対中政策に関する国会議員連盟

## 著作

### 共著
- 川崎二郎,穴見陽一『政治主導で挑む労働の構造改革』日経BP社、2016年4月7日

### 寄稿
- 自民党国家戦略本部 編『日本未来図2030』、日経BP社、2014年12月、ISBN 4822225194
- 「緊急インタビュー 九州最強FRを率いる、若き指揮官が激白! ジョイフル 穴見陽一社長 低価格だけではない新たなFRの価値をつくる」『月刊食堂』2003年7月
- 「ジョイフルの超常識 低価格戦略に徹して地元九州から全国へ 外食ビジネス界のニューヒーロー ジョイフル--穴見陽一新社長が語る"ネバーフッド・レストラン"のミッション(使命感)とそのドミナント戦略 (超常識の経営 地方発! 新しい文化は辺境より興る!!)」『2020 AIM business design』2003年12月
- 「トップへのインタビュー ジョイフル 代表取締役社長 穴見陽一」『資本市場』2005年1月
- 「新世代の風 ジョイフル・穴見陽一社長 外食業界ナンバー1目指すため 資産・人材・技術の成長を図る」『財界九州』2005年2月
- 「超高齢社会に向け、自転車を活用したまちづくりを考える 自転車活用推進法施行に向けて」『時評』2017年5月